# منتخب كندا للكريكت
منتخب كندا الوطني للكريكت هو المنتخب الذي يمثل كندا في المنافسات الدولية لرياضة الكريكت، والذي يقوم إتحاد كندا للكريكت بإدارة شؤونه، أبرز إنجازاته هو تأهله إلى نهائيات كأس العالم للكريكيت 4 مرات.